# Carmelo Gómez
Carmelo Gómez Celada (Sahagún, 2 de janeiro de 1962) é um ator espanhol. Ganhou o Prêmio Goya de melhor ator coadjuvante em 2006, pelo seu papel no filme El método. Também ganhou, em 1995, o Prêmio Goya de melhor ator pelo seu papel no filme Días contados.